# Discografia di Anna
La discografia di Anna, rapper italiana, è costituita da un album in studio, un EP, ventidue singoli e sedici video musicali (inclusi quelli come artista ospite), pubblicati dal 2020.

## Album in studio
| Anno | Titolo | Classifiche | Classifiche | Certificazioni     | Unità           |
| Anno | Titolo | ITA         | SWI         | Certificazioni     | Unità           |
| ---- | --- | ----------- | ----------- | ------------------ | --------------- |
| 2024 | Vera Baddie - Pubblicato: 28 giugno 2024 - Etichetta: EMI - Formati: CD, LP, download digitale, streaming | 1           | 7           | - ITA: Platino (4) | - ITA: 200 000+ |

## Extended play
| Anno | Titolo | Classifiche | Certificazioni | Unità          |
| Anno | Titolo | ITA         | Certificazioni | Unità          |
| ---- | --- | ----------- | -------------- | -------------- |
| 2022 | Lista 47 - Pubblicato: 16 giugno 2022 - Etichetta: Virgin - Formati: CD, 12", download digitale, streaming | 11          | - ITA: Platino | - ITA: 50 000+ |

## Singoli

### Come artista principale
| Anno                                                         | Titolo                            | Classifiche | Classifiche | Classifiche | Classifiche | Classifiche | Certificazioni     | Unità           | Album di provenienza |
| Anno                                                         | Titolo                            | ITA         | AUT         | FRA         | GER         | SWI         | Certificazioni     | Unità           | Album di provenienza |
| ------------------------------------------------------------ | --------------------------------- | ----------- | ----------- | ----------- | ----------- | ----------- | ------------------ | --------------- | -------------------- |
| 2020                                                         | Bando                             | 1           | 47          | 92          | 80          | 70          | - ITA: Platino (2) | - ITA: 140 000+ | /                    |
| 2020                                                         | Bla bla (feat. Gué Pequeno)       | 45          | —           | —           | —           | —           |                    |                 | /                    |
| 2020                                                         | Fast                              | —           | —           | —           | —           | —           |                    |                 | /                    |
| 2021                                                         | Squeeze #1                        | —           | —           | —           | —           | —           |                    |                 | /                    |
| 2021                                                         | Drippin' in Milano                | 24          | —           | —           | —           | —           | - ITA: Platino     | - ITA: 70 000+  | /                    |
| 2021                                                         | Balaklub - What Up                | —           | —           | —           | —           | —           |                    |                 | /                    |
| 2022                                                         | 3 di cuori (con Lazza)            | 28          | —           | —           | —           | —           | - ITA: Platino     | - ITA: 100 000+ | Lista 47             |
| 2022                                                         | Gasolina                          | 10          | —           | —           | —           | —           | - ITA: Platino (2) | - ITA: 200 000+ | Lista 47             |
| 2023                                                         | Energy                            | —           | —           | —           | —           | —           |                    |                 | /                    |
| 2023                                                         | Vetri neri (con Ava e Capo Plaza) | 2           | —           | —           | —           | —           | - ITA: Platino (6) | - ITA: 600 000+ | /                    |
| 2023                                                         | Petit fou fou (con Rhove)         | 6           | —           | —           | —           | —           | - ITA: Platino     | - ITA: 100 000+ | Popolari             |
| 2024                                                         | I Got It                          | 48          | —           | —           | —           | —           |                    |                 | Vera Baddie          |
| 2024                                                         | Vieni dalla Baddie                | 34          | —           | —           | —           | —           | - ITA: Oro         | - ITA: 50 000+  | Vera Baddie          |
| 2024                                                         | BBE (feat. Lazza)                 | 4           | —           | —           | —           | —           | - ITA: Platino (2) | - ITA: 200 000+ | Vera Baddie          |
| 2024                                                         | 30°C                              | 1           | —           | —           | —           | —           | - ITA: Platino (3) | - ITA: 300 000+ | Vera Baddie          |
| 2024                                                         | Tonight                           | 36          | —           | —           | —           | —           | - ITA: Oro         | - ITA: 50 000+  | Vera Baddie          |
| 2025                                                         | Una tipa come me                  | 68          | —           | —           | —           | —           | - ITA: Oro         | - ITA: 50 000+  | Vera Baddie          |
| 2025                                                         | Désolée                           | 1           | —           | —           | —           | —           | - ITA: Oro         | - ITA: 100 000+ | /                    |
| "—" indica una pubblicazione non classificata in quel paese. |                                   |             |             |             |             |             |                    |                 |                      |

### Come artista ospite
| Anno                                                         | Titolo                                                | Classifiche | Classifiche | Certificazioni     | Unità           | Album di provenienza |
| Anno                                                         | Titolo                                                | ITA         | SWI         | Certificazioni     | Unità           | Album di provenienza |
| ------------------------------------------------------------ | ----------------------------------------------------- | ----------- | ----------- | ------------------ | --------------- | -------------------- |
| 2022                                                         | Ma Jolie (Medy feat. Anna)                            | —           | —           | - ITA: Oro         | - ITA: 50 000+  | /                    |
| 2022                                                         | Senza emotions (Vale Pain e Nko feat. Anna)           | 64          | —           |                    |                 | /                    |
| 2022                                                         | Shawty (Yung Snapp feat. Anna)                        | —           | —           | - ITA: Platino     | - ITA: 100 000+ | Hotel Montana        |
| 2023                                                         | Everyday (Takagi & Ketra feat. Shiva, Anna e Geolier) | 1           | 44          | - ITA: Platino (4) | - ITA: 400 000+ | /                    |
| "—" indica una pubblicazione non classificata in quel paese. |                                                       |             |             |                    |                 |                      |

## Altri brani entrati in classifica e/o certificati
| Anno                                                         | Titolo                               | Classifiche | Certificazioni     | Unità           | Album di provenienza |
| Anno                                                         | Titolo                               | ITA         | Certificazioni     | Unità           | Album di provenienza |
| ------------------------------------------------------------ | ------------------------------------ | ----------- | ------------------ | --------------- | -------------------- |
| 2022                                                         | Advice (feat. MamboLosco)            | 89          | - ITA: Platino     | - ITA: 100 000+ | Lista 47             |
| 2024                                                         | Intro                                | 70          |                    |                 | Vera Baddie          |
| 2024                                                         | Bikini (feat. Guè)                   | 7           | - ITA: Oro         | - ITA: 50 000+  | Vera Baddie          |
| 2024                                                         | ABC (feat. Tony Boy e Thasup)        | 12          | - ITA: Oro         | - ITA: 50 000+  | Vera Baddie          |
| 2024                                                         | I Love It (feat. Artie 5ive)         | 3           | - ITA: Platino     | - ITA: 100 000+ | Vera Baddie          |
| 2024                                                         | Chica italiana (feat. Sfera Ebbasta) | 17          | - ITA: Oro         | - ITA: 50 000+  | Vera Baddie          |
| 2024                                                         | Miss Impossible                      | 73          |                    |                 | Vera Baddie          |
| 2024                                                         | Tt le girlz (feat. Niky Savage)      | 2           | - ITA: Platino (2) | - ITA: 200 000+ | Vera Baddie          |
| 2024                                                         | Show Me Love (feat. Capo Plaza)      | 50          |                    |                 | Vera Baddie          |
| 2024                                                         | Mulan (feat. Tony Effe)              | 56          |                    |                 | Vera Baddie          |
| 2024                                                         | Hello Kitty (feat. Sillyelly)        | 20          | - ITA: Platino     | - ITA: 100 000+ | Vera Baddie          |
| "—" indica una pubblicazione non classificata in quel paese. |                                      |             |                    |                 |                      |

## Collaborazioni
| Anno                                                         | Titolo                                                                                | Classifiche | Classifiche | Certificazioni     | Unità           | Album di provenienza     |
| Anno                                                         | Titolo                                                                                | ITA         | SWI         | Certificazioni     | Unità           | Album di provenienza     |
| ------------------------------------------------------------ | ------------------------------------------------------------------------------------- | ----------- | ----------- | ------------------ | --------------- | ------------------------ |
| 2020                                                         | Biberon (Dark Polo Gang feat. DrefGold e Anna)                                        | 8           | —           |                    |                 | Dark Boys Club           |
| 2020                                                         | Hasta la vista remix (Ghali feat. Anna)                                               | —           | —           |                    |                 | /                        |
| 2020                                                         | Twerk RMX (MamboLosco e Boro feat. Anna)                                              | 95          | —           |                    |                 | Caldo                    |
| 2023                                                         | Cookies n' Cream (Guè feat. Sfera Ebbasta e Anna)                                     | 1           | 81          | - ITA: Platino (4) | - ITA: 400 000+ | Madreperla               |
| 2023                                                         | Vodka (MamboLosco feat. Anna)                                                         | 72          | —           |                    |                 | Facendo faccende         |
| 2023                                                         | Anelli e collane (Artie 5ive feat. Anna)                                              | 26          | —           | - ITA: Platino (2) | - ITA: 200 000+ | Aspettando la bella vita |
| 2023                                                         | Fashion (Drillionaire feat. Anna, Lazza, Tony Effe e Benny Benassi)                   | 17          | —           | - ITA: Platino     | - ITA: 100 000+ | 10                       |
| 2023                                                         | Le bambine fanno oh (Sadturs & Kiid feat. Nerissima Serpe, Anna, Papa V e Artie 5ive) | 28          | —           |                    |                 | No Regular Music         |
| 2023                                                         | Ciao bella (Sfera Ebbasta feat. Anna)                                                 | 6           | —           | - ITA: Platino     | - ITA: 100 000+ | X2VR                     |
| 2024                                                         | Soldi arrotolati (Capo Plaza feat. Anna)                                              | 5           | —           | - ITA: Platino     | - ITA: 100 000+ | Ferite                   |
| 2024                                                         | 1 momento (Astro feat. Anna)                                                          | 13          | —           | - ITA: Oro         | - ITA: 50 000+  | Astro                    |
| 2024                                                         | Codeine (Tony Boy feat. Anna)                                                         | 47          | —           |                    |                 | Going Hard 3             |
| 2025                                                         | Diversità (Sadturs e Kiid feat. Anna e Glocky)                                        | 39          | —           |                    |                 | No Regular Music 2       |
| "—" indica una pubblicazione non classificata in quel paese. |                                                                                       |             |             |                    |                 |                          |

## Video musicali
| Anno | Titolo                                                        | Regista/i                             |
| ---- | ------------------------------------------------------------- | ------------------------------------- |
| 2020 | Bando (con Rich the Kid)                                      | Sebastian Sdaigui e Gianluigi Carella |
| 2020 | Fast                                                          | LateMilk                              |
| 2021 | Squeeze #1                                                    | Andrea Folino                         |
| 2021 | Drippin' in Milano                                            | Andrea Folino                         |
| 2021 | Balaklub - What Up                                            | Nicola Bussei                         |
| 2022 | 3 di cuori (con Lazza)                                        | Gianluca Dall'Argine                  |
| 2022 | Gasolina                                                      | Gianluca Dall'Argine                  |
| 2023 | Cookies n' Cream                                              | Giulio Rosati                         |
| 2023 | Energy                                                        | LateMilk                              |
| 2023 | Vetri neri (con Ava e Capo Plaza)                             | LateMilk                              |
| 2023 | Everyday (Takagi & Ketra feat. Shiva, Anna e Geolier; visual) | Diego Ferri                           |
| 2023 | Petit fou fou (con Rhove)                                     | —                                     |
| 2024 | I Got It                                                      | Jordiedotcom                          |
| 2024 | Vieni dalla Baddie (visual)                                   | —                                     |
| 2024 | BBE (feat. Lazza)                                             | Gianmarco Boscariol                   |
| 2024 | 30°C                                                          | Amedeo Zancanella                     |
| 2025 | Désolée                                                       | Francesco Bartoli Avveduti            |